# Борьково (Тверская область)
Борьково — деревня в Вышневолоцком городском округе Тверской области.

## География
Находится в центральной части Тверской области на расстоянии приблизительно 2 км по прямой на восток от города Вышний Волочёк.

## История
Была отмечена еще на карте 1825 года. В 1859 году здесь (деревня Барьково Вышневолоцкого уезда) было учтено 34 двора. До 2019 года входила в состав ныне упразднённого Сорокинского сельского поселения Вышневолоцкого муниципального района. Имелась Никольская церковь.

## Население
Численность населения составляла 199 человек (1859 год), 59 (русские 100%) в 2002 году, 51 в 2010.